# Abscon
Abscon – miejscowość i gmina we Francji, w regionie Hauts-de-France, w departamencie Nord.
Według danych na rok 1990 gminę zamieszkiwały 3954 osoby, a gęstość zaludnienia wynosiła 544 osób/km² (wśród 1549 gmin regionu Nord-Pas-de-Calais Abscon plasuje się na 224. miejscu pod względem liczby ludności, natomiast pod względem powierzchni na miejscu 502.).